# Streptanthus drepanoides
Streptanthus drepanoides är en korsblommig växtart som beskrevs av Kruckeb. och J.L. Morrison. Streptanthus drepanoides ingår i släktet Streptanthus och familjen korsblommiga växter. Inga underarter finns listade i Catalogue of Life.